# 23689 Jancuypers
23689 Jancuypers è un asteroide della fascia principale. Scoperto nel 1997, presenta un'orbita caratterizzata da un semiasse maggiore pari a 2,5981132 UA e da un'eccentricità di 0,1674338, inclinata di 9,09034° rispetto all'eclittica.